# 考布他汀B1
考布他汀B1是一種二氢芪类和考布他汀衍生物。它出现于南非灌木和Combretum kraussii （森林灌木柳）中。 
它可以通过对考布他汀A1進行选择性氢化来製備。 
它是一种有效的体外微管组装抑制剂。 